# Лазарет (Вовчанськ)
Лазарет (зараз — Вовчанський ліцей № 2) — пам'ятка архітектури, містобудування та історії місцевого значення в центрі міста Вовчанськ. В будівлі знаходився ліцей № 2. Пам'ятка зазнала серйозних пошкоджень у травні 2024 року унаслідок воєнних дій.

## Історія

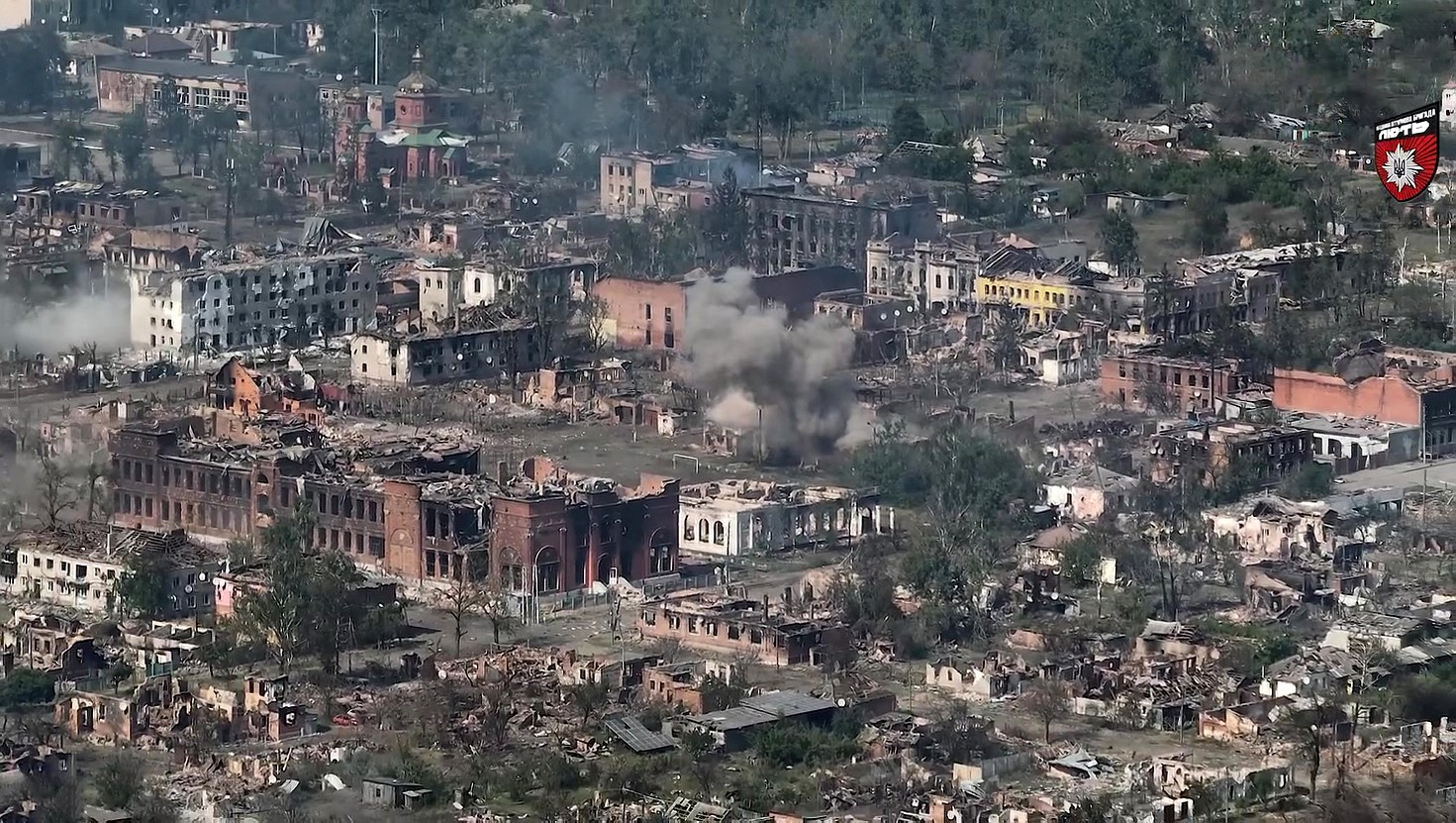
Вигляд на руїни будівлі (2024)

Будівлю зведено під час Першої світової війни австрійськими військовополоненими; спочатку вона слугувала як лікувальний заклад. Після завершення війни її перебудували під школу, яку відкрили у 1925 році. У грудні 1934 року заклад отримав ім'я Сергія Мироновича Кірова, а у 1936 році оголошений зразковою школою. Під час Другої світової війни будівлю знову використовували як лазарет, після завершення війни вона відновлена та знову використовувалась як школа.
З відновленням Україною незалежности у 1991 році відбулися зміни у системі освіти. 15 липня 1993 року середню школу перетворено на загальноосвітню школу, яка вже тоді мала № 2. У межах подальшої реформи системи освіти 7 серпня 2003 року заклад отримав статус ліцею № 2. На момент повномасштабного вторгнення Росії в Україну у 2022 році у ліцеї навчалися 645 учнів: 275 учнів 1–4 класів, 319 — 5–9 класів та 51 — 10–11 класів. Освітній процес забезпечували 45 учителів. З початком окупації Вовчанська російськими військами навчання у закладі припинено. Після звільнення міста українською армією у вересні 2022 року навчальний процес не вдалося одразу поновити — відновлення занять відбулося лише з 1 вересня 2023 року.
У травні 2024 року російська армія в межах Харківського наступу розпочала цілеспрямовані атаки на Вовчанськ з метою розширення лінії фронту. Місто зазнало масованих авіаударів. Під час обстрілів сильно постраждала й велика центральна будівля ліцею — дах і частини фасаду обвалилися, залишивши після себе лише згарище.

## Архітектура

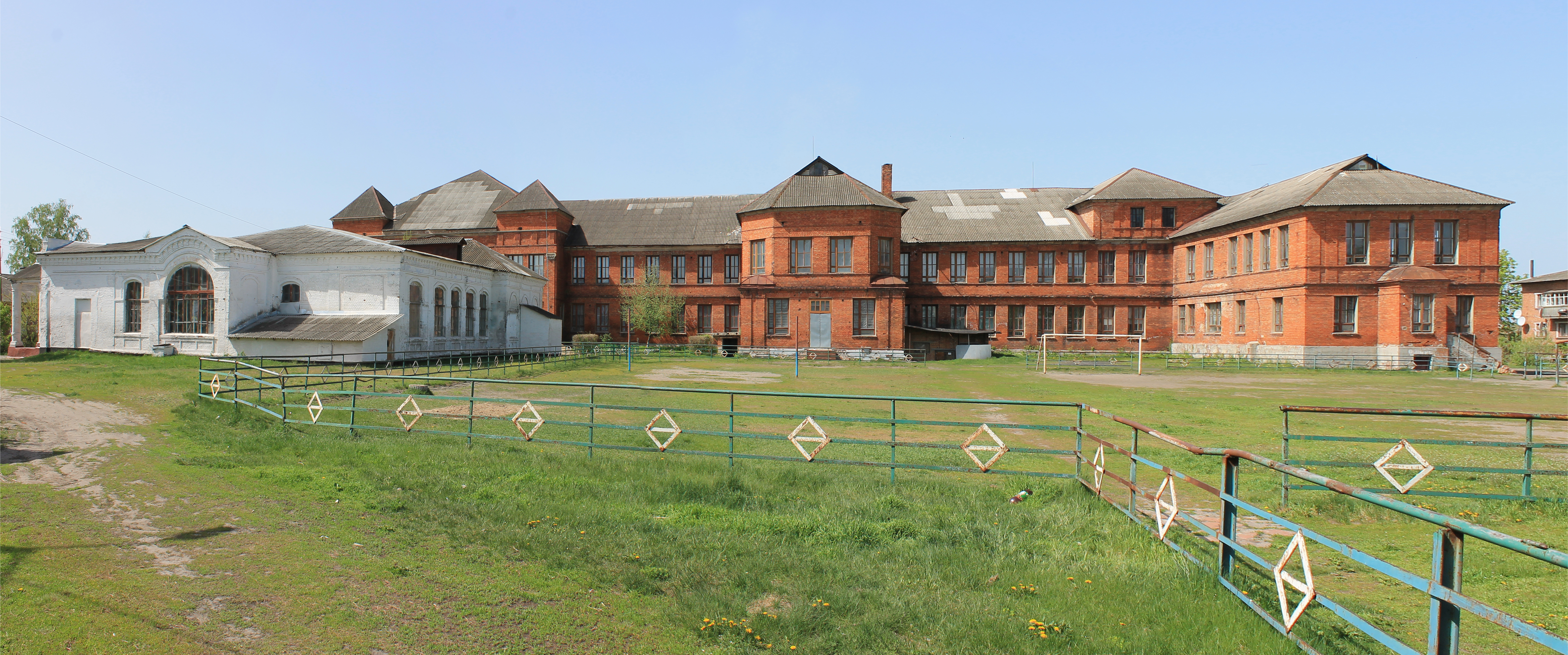
Будівля з двору

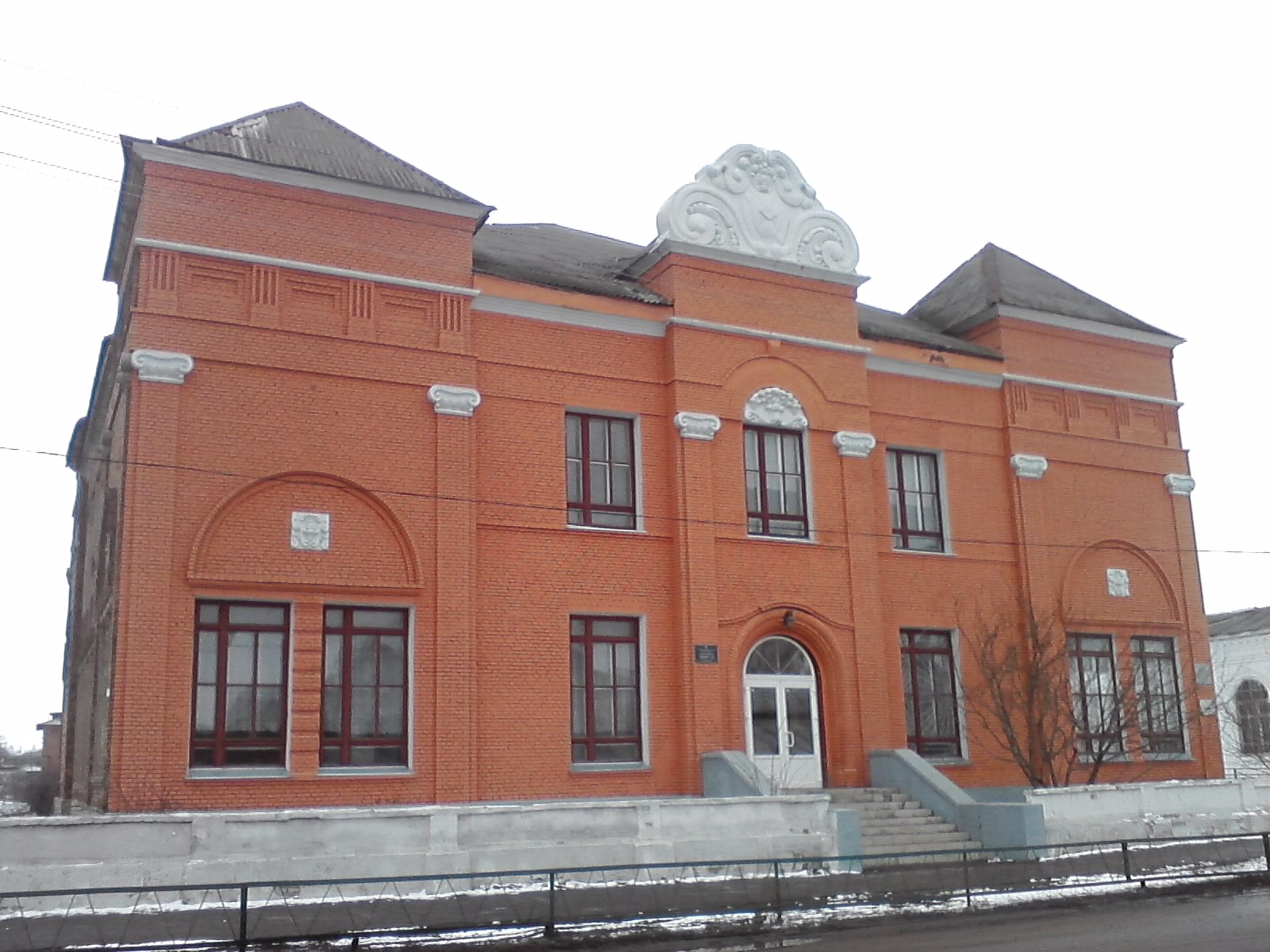
Головний фасад

Будівля школи є пам'яткою архітектури, містобудування та історії місцевого значення (охоронні № 7568-Ха (А, МБ), 709 (І)). Вона простягається з півночі на південь уздовж вулиці Героїв Чорнобиля і завершується квадратним головним корпусом на розі з вулицею Героїв Харламова, кути якого стилізовані під вежі. Південний фасад має горизонтальне членування за допомогою карнизів і вертикальне — коштом пілястр. У центрі фасаду розташований ризаліт з рельєфним фронтоном. Додаткові елементи, такі як вікна різної форми та отвори, додають архітектурної виразности.
Вежі присутні також у переході до північного корпусу, який має два східних крила, що формують багатовісний східний фасад. Південне східне крило має скошені кути, що надає йому схожости з багатогранною апсидою, тоді як північне східне крило має шість осей з боку внутрішнього двору. До того ж це крило має східну прибудову з окремим дахом. Західний фасад повторює мотив веж у формі ризалітів. До окремих входів ведуть відкриті сходи. Попри відносно пізній час зведення, будівля належить до історизму завдяки використанню численних аркових елементів.
Школа мала 28 класних кімнат, 2 комп'ютерні кабінети, бібліотеку з читальною залою, актову залу, дві спортивні зали, спортивний майданчик, дві майстерні та їдальню.